# کییوو کرولوسکیه
کییوو کرولوسکیه (به لهستانی:  Kijewo Królewskie) یک روستا در لهستان است که در گمینا کییوو کرولوسکیه واقع شده‌است.